# 의형 (영화)
의형은 1971년 공개된 대한민국의 영화이다.

## 배역
- 신성일
- 윤정희
- 백일섭
- 김창숙
- 박암
- 조덕성
- 박병호
- 장훈